# Липпий, Иоганн
Иоганн Ли́ппий (нем. Johannes Lippius; 24 июня 1585, Страсбург — 24 сентября 1612, Шпайер) — немецкий теоретик музыки, философ и теолог.

## Биография и учение огармонии
Окончив гимназию в Страсбурге, отправился в длительную поездку по Германии. Посетил Йену, Лейпциг (где брал уроки у видного теоретика музыки, кантора церкви Св. Фомы Зета Кальвизия), Виттенберг (где в университете получил степень магистра). В 1612 защитил диссертацию в университете Гиссена. Получив степень доктора, согласился занять пост профессора теологии в Страсбургском университете, но по дороге в Страсбург скоропостижно скончался (в возрасте 27 лет).
Ряд трудов Липпия (всего 16, при жизни изданы 14) – небольшие по объёму публикации его университетских лекций и диспутов (disputationes). Важнейший труд — «Синопсис новой музыки» (Synopsis musicae novae, 1612; содержит в переработанном виде прежде опубликованные отдельные лекции о музыке). Здесь он ввёл термин «гармоническая триада» (trias harmonica) для большого и малого трезвучий, который вошёл в употребление уже в XVIII веке и применяется в музыкознании по сей день (особенно в англоязычных странах). Из двух трезвучий Липпий отдавал приоритет большому, подчёркивая его этическое и даже «теологическое» совершенство:

Простая и правильная гармоническая триада есть истинный и триединый звучащий корень самой совершенной и полнейшей гармонии, которая только может быть в мире, а также тысяч и миллионов звуков (которые все сводятся к её [гармонии] частям в простом и составном унисоне), [она] и образ и отблеск великой Божественной тайны Троицы, единственно достойной поклонения. Может ли существовать какой-либо более яркий [отблеск Троицы?], не ведаю.— Липпий. Синопсис новой музыки, f.F4v.
Несмотря на то что Липпий (в полном соответствии с тогдашней теоретической традицией) обсуждал созвучия из трёх и более звуков как конкорды, контекст изложения и наблюдаемый понятийно-терминологический аппарат позволяют уверенно квалифицировать авторскую трактовку созвучий уже как аккордов. Липпий обсуждал обращения трезвучий, для чего использовал грецизм syzygia. Кроме того, из его толкования различных фактурных типов трезвучия – в оригинальных терминах «diffusa trias» и «aucta trias» («рассеянное и расширенное трезвучие») – очевидно, что речь идёт о различных расположениях созвучия одного и того же музыкально-акустического типа — аккорда. Наконец, в структуре трезвучия (основной формы) Липпий безупречно выделил основной тон, который назвал «нижним основанием» (ima basis) триады.

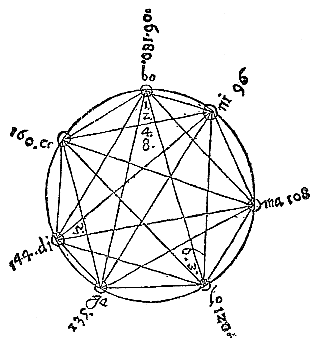
На схеме в виде круга Липпий («Синопсис новой музыки», f.F3r) показывает все возможные в пределах одной октавы комбинации диатонических интервалов. Каждой из ступеней октавы соответствует наименьшее целое число (читать против часовой стрелки): bo 180 (до), ce 160 (ре), di 144 (ми), ga 135 (фа) и т. д.

В том же трактате дал классификацию диатонических интервалов (в оригинальной терминологии «диад») и соответствующих им числовых отношений чистого строя. В описании модальных (интервально-звукорядных) функций придерживался особой системы сольмизации, разработанной нидерландскими музыкантами во второй половине XVI века (её активным пропагандистом был учитель Липпия Кальвизий). В этой системе семь ступеней диатонической октавы передавались слогами bo ce di ga lo ma ni (первые шесть соответствуют гвидоновым воксам ut re mi fa sol la).
Судя по трактатам основу практического музыкального опыта Липпия составили передовые (в отношении звуковысотной структуры) сочинения итальянцев (неоднократно упоминает Луку Маренцио) и Орландо Лассо. Впечатляет знание Липпием европейской научно-музыкальной и философской традиции, в том числе греческой,— терминами и цитатами на греческом он свободно пересыпает свой (основной) латинский текст. Один из главных «немузыкальных» авторитетов Липпия — Ж.-С. Скалигер, мысли которого (из разных трудов) он обильно цитирует.
Влияние учения о гармонии Липпия в Германии заметно на протяжении XVII — XVIII веков, в работах Иоганна Крюгера, Барифона, Андреаса Веркмейстера, Вольфганга Принца, Иоганна Готфрида Вальтера, Георга Андреаса Зорге, которые ссылаются на Липпия как на общепризнанный авторитет.

## Сочинения
- Nobiliorum problematum philosophicorum <...>. Wittenberg 1607
- Decas quaestionum philosophicarum controversarum <...>. Wittenberg 1607
- Disputatio musica prima. Wittenberg 1609
- Disputatio musica secunda. Wittenberg 1609
- Disputatio musica tertia. Wittenberg 1610
- Diaskepsis politica de civitate. Wittenberg 1610
- Disputatio ethica. Wittenberg 1610
- Thematia de homine Theanthrōpō. Wittenberg 1610
- Thematia musica ut multis forte paradoxa, ita hoc maxime seculo notanda, et a musophilis publice discutienda et explicanda. Jena 1610
- Themata fontem omnium errantium musicorum aperientia. Jena 1611
- Breviculum errorum musicorum veterum et recentiorum leviter pro nunc attactorum <...> Jena 1611
- Philosophiae verae ac sincerae praeperatio per musicam diam. Strassburg 1612
- Disputatio de baptismo, s. coena, persona Christi et electione ad vitam aeternam. 1612
- Synopsis musicae novae omnino verae atque methodicae universae <...> Strassburg 1612; англ. перевод: Johann Lippius. Synopsis of new music (Synopsis musicae novae), trans. Benito V. Rivera. Colorado Springs, 1977 (Colorado College Music Press Translations, 8).
- Philosophiae verae ac sincerae synopticae preparatio per musicam diam; Perfectio interior realis per metaphysicam, rationalis per rhetoricam <...> Erfurt 1614
- Canones in virtutum ac bonarum artium studio ac stadio quotidie observandi <...> Erfurt 1616